# Брищі
Бри́щі — село в Україні,  у Млинівській селищній громаді Дубенського району Рівненської області. Населення становить 338 осіб.

## Населення

### Мова
Розподіл населення за рідною мовою за даними перепису 2001 року:
| Мова            | Кількість | Відсоток |
| --------------- | --------- | -------- |
| українська      | 336       | 99.4%    |
| російська       | 1         | 0.3%     |
| інші/не вказали | 1         | 0.3%     |
| Усього          | 338       | 100%     |

## Історія
У 1906 році урочище Млинівської волості Дубенського повіту Волинської губернії. Відстань від повітового міста 19 верст, від волості 5. Дворів 7, мешканців 40.
7 (20) листопада 1917 року, відповідно до Третього Універсалу Української Центральної Ради, увійшло до складу Української Народної Республіки.
12 червня 2020 року, відповідно до розпорядження Кабінету Міністрів України № 722-р від «Про визначення адміністративних центрів та затвердження територій територіальних громад Рівненської області», увійшло до складу Млинівської селищної громади.
19 липня 2020 року, в результаті адміністративно-територіальної реформи та ліквідації Млинівського району, село увійшло до складу Дубенського району.